# Simon Rubinstein
Simon Rubinstein (1910 körül – Harmadik Birodalom, 1942.) osztrák sakkmester.

## Élete
Több alkalommal is részt vett a bécsi Leopold Trebitsch tornán:
- 1932-ben tizenkettedik,
- 1933-ban tizenegy-tizenkettedik,
- 1936-ban hatodik-hetedik,
- 1937-38-ban Steiner Lajos mögött, másodikként végzett.

Származása miatt 1942-ben deportálták, majd meggyilkolták.

## Fordítás
- Ez a szócikk részben vagy egészben  a   Simon Rubinstein című angol Wikipédia-szócikk ezen változatának fordításán alapul.  Az eredeti cikk szerkesztőit annak laptörténete sorolja fel. Ez a jelzés csupán a megfogalmazás eredetét és a szerzői jogokat jelzi, nem szolgál a cikkben szereplő információk forrásmegjelöléseként.